# Eleanor (automóvil)
Eleanor es el nombre comercial dado a un ejemplar de un Ford Mustang Sportsroof de 1971 rediseñado como uno de 1973, para desempeñar un papel en la película de 1974 de H.B. Halicki Gone in 60 Seconds. "Eleanor" es el único automóvil de la historia que ha figurado en los títulos de créditos de una película.
En 2000 se realizó un relanzamiento de la película original de 1974, protagonizado por Nicolas Cage llamado "60 segundos", en el cual se diseñó otro modelo a partir de una réplica de un Shelby GT500 de 1967 con el paquete de accesorios y exteriores Shelby GT500E. Este último se hizo un objeto de culto para los fans del modelo quienes aprecian sus toques clásicos, pero a la vez con una apariencia renovada y agresiva. En cuanto a los componentes mecánicos, se le realizaron cambios al motor V8, transmisión y frenos para aumentar su desempeño e incluso, hacerlo más fácil de conducir para los pilotos durante el rodaje. 
Los múltiples vehículos hechos para la película quedaron destruidos y algunos fueron restaurados para su posterior venta por algunos entusiastas. Actualmente, algunos restauradores realizan la modificación del clásico Mustang GT500 para literalmente transformarlo en un Eleanor.